# Hogna ingens
Hogna ingens, conocida como Tarántula de las Desertas (en portugués: Tarântula-das-Desertas), es una especie de araña de la familia Lycosidae endémica de la isla portuguesa de Deserta Grande (Archipiélago de Madeira), específicamente en el Vale da Castanheira (Valle del Castaño), donde se refugian debajo de las piedras y rocas. Hogna ingens fue descrita por primera vez por John Blackwall en 1857, como Lycosa ingens.

## Descripción
Es una araña de gran tamaño ya que pueden alcanzar los 12 cm. Por ello se puede considerar como la araña europea más grande y la mayor representante de la familia Lycosidae, que engloba aproximadamente 2.300 especies. Es semejante a otras tarántulas de su especie, como la tarántula europea y la tarántula del sur de Rusia. Son de color negro o pardo con manchas blancas en sus extremidades. Estas arañas son caníbales por lo que se estima que muy pocos llegan a la etapa adulta, las hembras suelen comerse al macho tras la cópula. Pueden llegar a tener entre 100 y 200 crías, que la hembra transporta en su abdomen los primeros días de vida.

## Población
Se estima que la población rondará en torno a los 2.000 ejemplares, al no existir en ningún otro lugar del mundo es considerada una especie amenazada, además, la pérdida de hábitat por la introducción de especies de plantas invasoras frenan su desarrollo. 
Habitan en áreas rocosas y arenosas, con muy poca vegetación.

## Relación con los humanos
Su picadura puede ser peligrosa para los humanos. En 2012 biólogos del parque natural de Madeira realizaron un sondeo por toda la isla para hacer un censo de las tarántulas, encontrando algunas especies de arácnidos nuevas.
En 2016 se estableció un programa de cría en cautiverio en el Zoológico de Bristol con 25 ejemplares capturados y llevados al zoológico, se produjeron más de 1000 arañas en 2017 y se espera que algunas de ellas puedan reintroducirse en las islas Desertas para aumentar las poblaciones.